# Strășeni
Strășeni is een gemeente - met stadstitel - en de hoofdplaats van de Moldavische bestuurlijke eenheid (unitate administrativ-teritorială) Strășeni.
De gemeente telt, samen met de deelgemeente Făgureni 21.200 inwoners (01-01-2012).